# Lajeado Feliciano
Lajeado Feliciano är ett vattendrag i Brasilien.   Det ligger i delstaten Santa Catarina, i den södra delen av landet, 1 300 km söder om huvudstaden Brasília.
I omgivningarna runt Lajeado Feliciano växer huvudsakligen savannskog. Runt Lajeado Feliciano är det ganska glesbefolkat, med 26 invånare per kvadratkilometer.